# Pressagny-l'Orgueilleux
Pressagny-l'Orgueilleux è un comune francese di 738 abitanti situato nel dipartimento dell'Eure nella regione della Normandia.

## Società

### Evoluzione demografica
Abitanti censiti